# Pattinaggio di velocità ai XXII Giochi olimpici invernali - 1500 m femminile
La gara dei 1500 metri femminili di pattinaggio di velocità dei XXII Giochi olimpici invernali di Soči si è disputata nella giornata del 16 febbraio alla Adler Arena.
Campionessa olimpica uscente era l'olandese Ireen Wüst, che aveva conquistato l'oro nella precedente edizione di Vancouver 2010, sopravanzando nell'ordine la canadese Kristina Groves e la ceca Martina Sáblíková.
La gara è stata dominata dalle pattinatrici olandesi: la medaglia d'oro è andata a Jorien ter Mors, che ha preceduto Ireen Wüst e Lotte van Beek.
Il 24 novembre 2017 la commissione disciplinare del Comitato Olimpico Internazionale ha preso atto delle violazioni alle normative antidoping compiute dalla Fatkulina in occasione delle Olimpiadi di Soči, annullando conseguentemente i risultati ottenuti dalla pattinatrice russa.

## Record
Prima di questa competizione, i record mondiali erano i seguenti.
| Record mondiale | Cindy Klassen   | 1'51"79 | Salt Lake City      | 20 novembre 2005 |
| Record olimpico | Anni Friesinger | 1'54"02 | Salt Lake City 2002 | 20 febbraio 2002 |

## Risultati
| Pos.    | Batteria | Atleta                   | Nazione       | Tempo   | Distacco | Note            |
| ------- | -------- | ------------------------ | ------------- | ------- | -------- | --------------- |
| Oro     | 9        | Jorien ter Mors          | Paesi Bassi   | 1'53"51 | -        | Record olimpico |
| Argento | 15       | Ireen Wüst               | Paesi Bassi   | 1'54"09 | +0"58    |                 |
| Bronzo  | 18       | Lotte van Beek           | Paesi Bassi   | 1'54"54 | +1"03    |                 |
| 4       | 13       | Marrit Leenstra          | Paesi Bassi   | 1'56"40 | +2"89    |                 |
| 5       | 16       | Julija Skokova           | Russia        | 1'56"45 | +2"94    |                 |
| 6       | 16       | Katarzyna Bachleda-Curuś | Polonia       | 1'57"18 | +3"67    |                 |
| 7       | 14       | Heather Richardson       | Stati Uniti   | 1'57"60 | +4"09    |                 |
| 8       | 17       | Ekaterina Lobyševa       | Russia        | 1'57"70 | +4"19    |                 |
| DSQ     | 5        | Ol'ga Fatkulina          | Russia        | 1'57"88 | +4"37    |                 |
| 10      | 11       | Ekaterina Šichova        | Russia        | 1'58"09 | +4"58    |                 |
| 11      | 11       | Luiza Złotkowska         | Polonia       | 1'58"18 | +4"67    |                 |
| 12      | 15       | Ida Njåtun               | Norvegia      | 1'58"21 | +4"70    |                 |
| 13      | 12       | Karolína Erbanová        | Rep. Ceca     | 1'58"23 | +4"72    |                 |
| 14      | 17       | Brittany Bowe            | Stati Uniti   | 1'58"31 | +4"80    |                 |
| 15      | 10       | Natalia Czerwonka        | Polonia       | 1'58"46 | +4"95    |                 |
| 16      | 7        | Kali Christ              | Canada        | 1'58"63 | +5"12    |                 |
| 17      | 8        | Christine Nesbitt        | Canada        | 1'58"67 | +5"16    |                 |
| 18      | 8        | Jilleanne Rookard        | Stati Uniti   | 1'59"15 | +5"64    |                 |
| 19      | 18       | Claudia Pechstein        | Germania      | 1'59"47 | +5"96    |                 |
| 20      | 2        | Jelena Peeters           | Belgio        | 1'59"73 | +6"22    |                 |
| 21      | 2        | Kim Bo-Reum              | Corea del Sud | 1'59"78 | +6"27    |                 |
| 22      | 6        | Misaki Oshigiri          | Giappone      | 2'00"03 | +6"52    |                 |
| 23      | 3        | Zhao Xin                 | Cina          | 2'00"27 | +6"76    |                 |
| 24      | 14       | Monique Angermüller      | Germania      | 2'00"32 | +6"81    |                 |
| 25      | 13       | Maki Tabata              | Giappone      | 2'00"64 | +7"13    |                 |
| 26      | 12       | Brittany Schussler       | Canada        | 2'00"65 | +7"14    |                 |
| 27      | 6        | Li Qishi                 | Cina          | 2'00"89 | +7"38    |                 |
| 28      | 1        | Ekaterïna Aydova         | Kazakistan    | 2'00"93 | +7"42    |                 |
| 29      | 3        | Noh Seon-Yeong           | Corea del Sud | 2'01"07 | +7"56    |                 |
| 30      | 7        | Gabriele Hirschbichler   | Germania      | 2'01"18 | +7"67    |                 |
| 31      | 9        | Ayaka Kikuchi            | Giappone      | 2'01"29 | +7"78    |                 |
| 32      | 10       | Nana Takagi              | Giappone      | 2'02"16 | +8"65    |                 |
| 33      | 5        | Hege Bøkko               | Norvegia      | 2'02"53 | +9"02    |                 |
| 34      | 1        | Vanessa Bittner          | Austria       | 2'02"84 | +9"33    |                 |
| 35      | 4        | Brianne Tutt             | Canada        | 2'03"69 | +10"18   |                 |
| 36      | 4        | Yang Shin-Young          | Corea del Sud | 2'04"13 | +10"62   |                 |

Data: Domenica 16 febbraio 2014 

Ora locale: 18:00 
 
Pista: Adler Arena 

Legenda:
- DNS = non partito (did not start)
- DNF = prova non completata (did not finish)
- DSQ = squalificato (disqualified)
- Pos. = posizione